# إل جي للكيماويات
إل جي للكيماويات ( LG Chem بالكورية : LG 화학) هي أكبر شركة كيميائية كورية ويقع مقرها الرئيسي في سيول ، كوريا الجنوبية . كانت عاشر أكبر شركة كيميائية في العالم من حيث المبيعات في عام 2017. تأسست لأول مرة باسم Lucky Chemical Industrial Corporation ، التي تصنع مستحضرات التجميل . أصبحت الآن شركة تجارية فقط (تم تقسيم قسم المنتجات الاستهلاكية إلى LG المنزلية والرعاية الصحية ).
تمتلك الشركة ثمانية مصانع في كوريا الجنوبية وشبكة من 29 موقعًا تجاريًا في 15 دولة. تتضمن هذه الشبكة شركة قابضة في الصين ، و 14 شركة تصنيع فرعية في الخارج ، وخمس شركات تسويق فرعية ، وسبعة مكاتب تمثيلية ، ومركزين للبحث والتطوير .  ذكرت صحيفة فاينانشيال تايمز في 2 أبريل 2017 أن شركة إل جي للكيماويات ستوسع إنتاجها من البطاريات في الصين. في ذلك الوقت كانت الصين تمثل ثلث إجمالي مبيعات الشركة.  في أبريل 2019 رفعت شركة إل جي للكيماويات دعوى قضائية ضد شركة SK Innovation المنافسة بدعوى سرقتها لأسرار تجارية لتصنيع بطاريات السيارات الكهربائية. </br>

## مجالات الأعمال والمنتجات

### حاليا
تضم LG Chem ثلاثة مجالات عمل رئيسية:
- البتروكيماويات
- مواد متطورة
- علوم الحياة

#### البتروكيماويات
تعد LG Chem موردًا للبتروكيماويات بدءًا من نواتج التقطير الأساسية إلى البوليمرات المتخصصة. على سبيل المثال الشركة هي منتج كبير للبلاستيك الشائع مثل أكريلونيتريل بوتادين ستايرين (ABS) ،  راتينج ستايرين أكريلونيتريل (SAN) ،  وكلوريد البوليفينيل (PVC).  كما أنها تنتج المواد الخام والسوائل بما في ذلك الملدنات ، والإضافات المتخصصة ، والكحوليات ، والبولي أوليفينات ، وحمض الأكريليك ، والمطاط الصناعي ، والستيرينيكس ، وبوليمرات الأداء ، واللدائن الهندسية ، واللدائن المطاطية ، والراتنجات الموصلة ، والمواد الكيميائية الأخرى.

#### مواد متطورة
توفر إل جي للكيماويات أفلام العرض والأفلام البصرية والمستقطبات ومواد الدوائر المطبوعة ومعلبات الحبر (تونر) . كما أنها توفر مستقطبات LCD ، وهي عبارة عن صفائح متعددة الطبقات من الفيلم يتم تطبيقها على الأسطح العلوية والسفلية لألواح TFT-LCD لنقل الضوء من وحدة الإضاءة الخلفية عبر اللوحة ، وفيلم 3D FPR ( مثبط منقوش من نوع الفيلم) ، مما يتيح مشاهدة ثلاثية الأبعاد.

### في السابق

#### حلول الطاقة

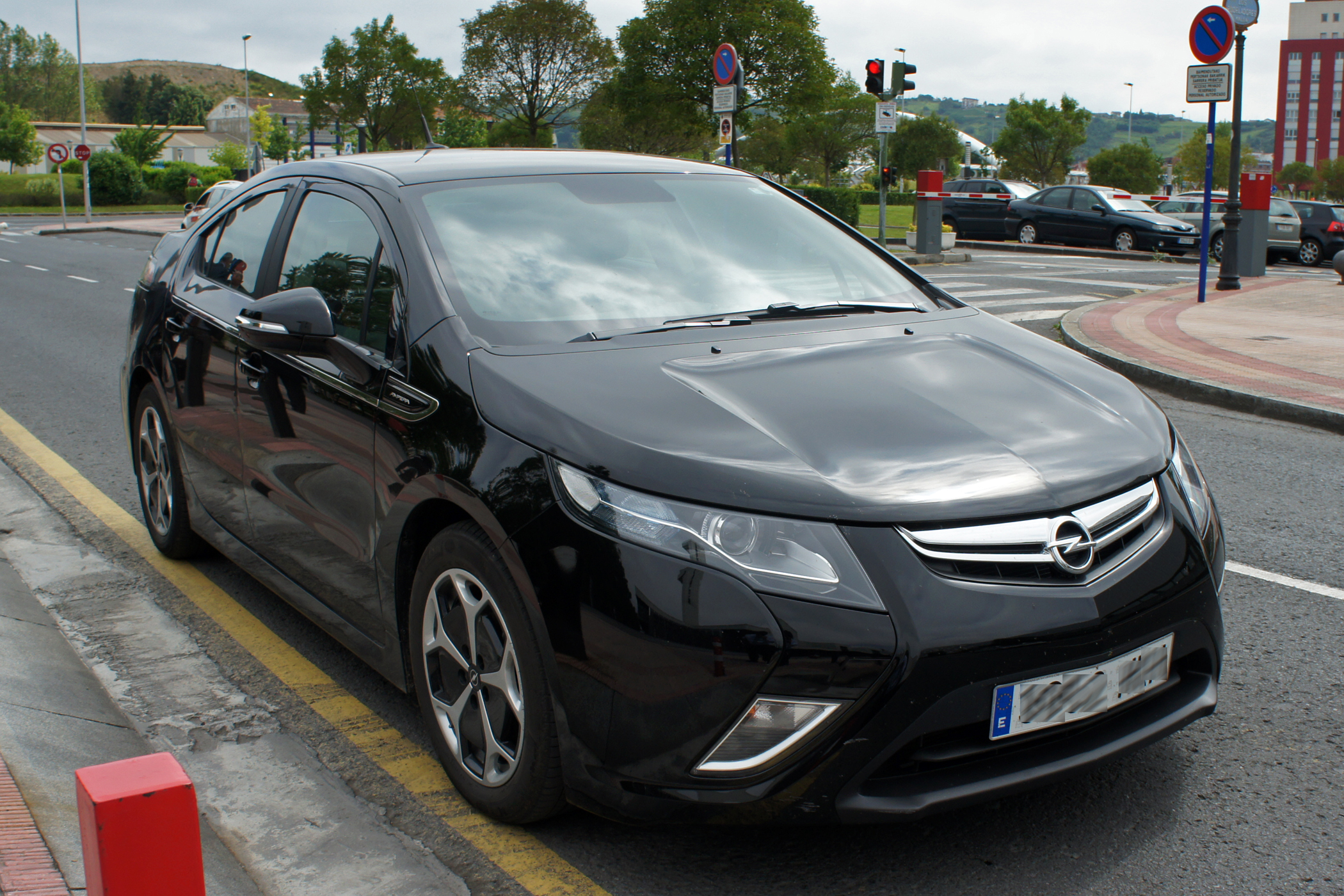
شيفروليه فولت المعروفة في أوروبا باسم أوبل أمبيرا

أكملت شركة إل جي للكيماويات تطويرها وبدأت الإنتاج الضخم لأول بطاريات ليثيوم أيون في كوريا في عام 1999. في نهاية عام 2011 كانت LG Chem ثالث أكبر شركة مصنعة في العالم لتلك البطاريات بطاقة إنتاجية سنوية تبلغ مليار خلية.  وهي أيضًا مورد لبطاريات السيارات الكبيرة للسيارات الكهربائية ، مثل Ford Focus ، و Chevrolet Volt ، و Renault ZOE.
LG Chem Michigan هي شركة فرعية مملوكة بالكامل لشركة إل جي للكيماويات ومقرها في هولندا ، ميشيغان  والتي تدير مصنعًا لتصنيع خلايا بطاريات متقدمة للسيارات الكهربائية. حصل المصنع الهولندي الذي بنى مصنع هولندا باستثمرات 303 دولار أمريكي مليون دولار أمريكي على 50٪ من تمويله من صناديق تحفيز مطابقة من وزارة الطاقة الأمريكية ،  وبدأ تصنيع أنظمة البطاريات في عام 2013.  يمكن للمصنع إنتاج خلايا كافية سنويًا لبناء ما بين 50000 و 200000 حزمة بطارية للسيارات الكهربائية والهجينة مثل شيفروليه فولت من جنرال موتورز ،      و فورد فوكس إلكتريك ، والمركبات الكهربائية القادمة من شركات صناعة السيارات الأخرى.  يقع مقر فرع البحث والتطوير ، المسمى LG Chem Power ، في مدينة تروي القريبة بولاية ميشيغان .  كانت شركتا LG Chem Power و LG Chem Michigan في الأصل شركة واحدة تسمى Compact Power، Inc. 
استخدمت كل من سيارات شيفروليه فولت وفورد فوكس إلكتريك في البداية الخلايا المصنعة في كوريا من قبل الشركة الأم إلى جي شيم  ثم تحولت لاحقًا إلى الخلايا المنتجة في مصنع للكيماويات /ميتشجان بهولندا بمجرد افتتاحه.
في سبتمبر 2020 كشفت إل جي للكيماويات عن خطتها لإدراج قسم الطاقة الخاص بها تحت اسم LG Energy Solution بحلول ديسمبر. 

## حوادث واحداث

### تسرب غاز فيساخاباتنام
في 7 مايو 2020 أدى حادث تسرب غاز وقع في مصنع إل جي بوليمر في "جوبالاباتنام" على مشارف فيساكاباتنام إلى وفاة 12 شخصًا ، ودخول أكثر من 300 شخص إلى المستشفى للعلاج وإصابة ما يقرب من الآلاف بالمرض. تم إجلاء ما يقرب من 3000 شخص من القرى في دائرة نصف قطرها 5 كيلومترات من المصنع. وبحسب ما ورد بدأ الغاز يتسرب حوالي الساعة 2:30 صباحًا عندما كان العمال يستعدون لإعادة فتح المصنع ، بعد أن تم تخفيف الإغلاق الذي أُمر به بسبب وباء COVID-19 في المنطقة.  

### انفجار مصنع سوسان
في 19 مايو 2020 انفجر مسحوق محفز أساسه الألمنيوم بسبب الضغط العالي أثناء نقله في غرفة التعبئة بمصنع إل جي للكيماويات في Seosan . أدى الانفجار إلى تعريض المسحوق التلقائي الاشتعال للهواء مما تسبب في نشوب حريق. ونتيجة لذلك توفي باحث يبلغ من العمر 39 عامًا وأصيب عاملان آخران بحروق من الدرجة الثانية.   